# (38) Leda
(38) Leda – planetoida z pasa głównego planetoid.

## Odkrycie
Została odkryta 12 stycznia 1856 roku w Paryżu przez Jeana Chacornaca. Nazwa planetoidy pochodzi od imienia królewny etolskiej Ledy, żony króla Sparty, Tyndareosa w mitologii greckiej. Również jeden z małych księżyców Jowisza nosi nazwę Leda.

## Orbita
(38) Leda okrąża Słońce w ciągu 4 lat i 195 dni w średniej odległości 2,74 j.a. Jej średnica to ok. 115 km.